# Philippe Dalibard
Pour les articles homonymes, voir Dalibard.
Philippe Dalibard (né le 6 février 1958, à Bonchamp-lès-Laval en Mayenne), est un ancien coureur cycliste français, professionnel en 1982 et 1983.

## Biographie
Il a été directeur sportif de l'équipe Bretagne Armor Lux puis Bretagne-Schuller de 2007 à 2009. Il est le père d'Antoine Dalibard et le gendre de Joseph Groussard.

## Palmarès
- Amateur
  - 1978-1981 : 55 victoires
- 1976
  - 2e du championnat de France sur route juniors
- 1978
  - Tour d'Émeraude :
    - Classement général
    - Une étape

  - 4ea étape du Tour d'Ille-et-Vilaine
- 1979
  - Mi-août bretonne
  - Grand Prix de la Saint-Jean de Plouvorn
- 1980
  - Mi-août bretonne
  - Contre-la-montre du Triomphe breton
- 1981
  -  Champion de France sur route amateurs
  -  Champion de Bretagne sur route
  - 4e étape de l'Essor breton
  - 2e étape des Boucles de la Mayenne
  - 2e de l'Essor breton
  - 2e du Circuit des Quatre Rivières
- 1983
  - 3e de la Flèche azuréenne
- 1984
  - Tour de la Manche
  - Souvenir Louison-Bobet
  - Redon-Redon
  - Circuit du Bocage vendéen
  - Circuit des Remparts
  - Grand Prix de Fougères
  - Deux étapes du Tour de Vendée amateurs
  - Grand Prix de Névez
  - 3e du Tour de Vendée amateurs
- 1985
  - Circuit des Remparts
  - Prix de la Saint-Laurent
  - Circuit des Trois Provinces :
    - Classement général
    - Une étape (contre-la-montre)

  - Grand Prix de Névez
  - 2e du Grand Prix de Blangy-sur-Bresle
  - 3e de Paris-Lisieux
- 1986
  - Une épreuve de l'Essor basque
  - Flèche de Locminé
  - Tro Bro Leon
  - Grand Prix Michel-Lair
  - Mi-août bretonne :
    - Classement général
    - Deux épreuves

  - Circuit des Remparts
  - 3e étape du Tour d'Ille-et-Vilaine
  - 2e du Tour d'Ille-et-Vilaine
  - 3e du Tour du Finistère
- 1987
  - Prix de la Foire au Boudin
  - Tour du Finistère
  - Flèche finistérienne
  - Mi-août bretonne
  - Tour d'Émeraude :
    - Classement général
    - 3e étape

  - Boucles de la Mayenne
  - 4e étape des Trois Jours de Cherbourg
  - Grand Prix de Fougères
  - Tour de Provence
  - 2e de la Flèche de Locminé
- 1988
  - Ronde des Korrigans
  - Tro Bro Leon
  - Tour de Tarragone
  - Mi-août bretonne
  - 3e du Souvenir Louison-Bobet
  - 3e du Grand Prix de Fougères
- 1989
  - Championnat des Pays de la Loire
  - Tro Bro Leon
  - Tour du Finistère
  - Mi-août bretonne
  - Boucles de la Mayenne
  - 3e de la Flèche finistérienne
- 1990
  - Trophée des Châteaux aux Milandes
  - Nantes-Segré
  - 3e étape du Circuit de Saône-et-Loire
  - 2e du Tro Bro Leon
  - 2e de la Flèche finistérienne
- 1991
  - 4e étape du Circuit de Saône-et-Loire
  - 2e du Circuit des Remparts
  - 2e du Grand Prix de Fougères
  - 3e du Circuit de Saône-et-Loire
  - 3e du Tour de la Manche
  - 3e des Boucles de la Mayenne
  - 3e du Grand Prix d'Espéraza
- 2013
  -  Champion de France sur route masters 6 (55-59 ans)